# Microphadnus
Microphadnus is een geslacht van vliesvleugelige insecten van de familie spinnendoders (Pompilidae).

## Soorten
- M. insperatus Priesner, 1967
- M. pumilus (Costa, 1882)